# Geza Zuria (manzana)
Geza Zuria es el nombre de una variedad cultivar de manzano (Malus domestica). Esta manzana está cultivada en diversos viveros entre ellos algunos dedicados a conservación de árboles frutales en peligro de desaparición. La manzana 'Geza Zuria' es originaria de Guipúzcoa, y actualmente se cultiva debido a su sabor soso para repostería y en elaboraciones en cocina, y muy apreciada en la elaboración de sidra.

## Sinónimos
- "Manzana Geza Zuria",[6][7]
- "Geza Zuria Sagarra",[8]
- "Geza Zuri Sagarra",
- "Sagar zuria",
- "Esnaola Sagarra".[6]

## Historia
'Geza Zuria' es una variedad de manzana cultivada en el País Vasco, está considerada incluida en las variedades locales autóctonas muy antiguas, cuyo cultivo se centraba en comarcas muy definidas. Se caracterizaban por su buena adaptación a sus ecosistemas y podrían tener interés genético en virtud de su adaptación. Estas se podían clasificar en dos subgrupos: de mesa o de cocina, y de sidra (aunque algunas tenían aptitud mixta). Es muy apreciada en la cocina y muy importante en la elaboración de sidra en el país vasco por su sabor insípido.
'Geza Zuria' es una variedad mixta, clasificada como muy buena en la elaboración de sidra, también se utiliza en la cocina por su sabor soso; difundido su cultivo en el pasado por los viveros comerciales y cuyo cultivo en la actualidad se ha reducido a huertos familiares, y apreciada en elaboraciones culinarias. Variedad presente en Guipúzcoa.

## Características
El manzano de la variedad 'Geza Zuria' tiene un vigor alto, es árbol de mediana producción; florece a finales de abril; tubo del cáliz en forma de embudo corto, y con los estambres situados en su mitad.
La variedad de manzana 'Geza Zuria' tiene un fruto de tamaño grande; forma muy redonda; piel gruesa, blanda, semi áspera; con color de fondo verdoso amarillento, siendo el color del sobre color ausente, importancia del sobre color ausente, distribución del color ausente, presenta lenticelas diminutas negras, y un entramado manchas pardas de ruginoso-"russeting" que cubren la piel aleatoriamente, sensibilidad al ruginoso-"russeting" (pardeamiento áspero superficial que presentan algunas variedades) medio a alto; pedúnculo de tamaño muy corto, grosor de calibre medio, duro y no sobresale de la cavidad peduncular, anchura de la cavidad peduncular estrecha, profundidad de la cavidad pedúncular es profunda con los bordes con una importancia del ruginoso-"russeting" en cavidad peduncular alta  sobresaliendo al hombro; calicina pequeño y semicerrado, profundidad de la cav. calicina profunda, de anchura estrecha; sépalos triangulares en la base apretados. 
Carne de color blanco, con textura esponjosa, de poco zumo y mucho aroma; el sabor característico de la variedad, insípido; corazón de tamaño medio, desplazado. Eje abierto. Cavidades casi imperceptibles. Semillas aristadas, puntiagudas, de tamaño medio, color marrón claro uniforme.
La manzana 'Geza Zuria' tiene una época de recolección a mediados de otoño, madura a finales de otoño, de larga duración. Tiene uso mixto pues se usa como manzana en elaboraciones de cocina y repostería, y también como manzana para la elaboración de sidra, como manzana sidrera es una variedad insípida muy apreciada.